# Saint-Sulpice-de-Faleyrens
Saint-Sulpice-de-Faleyrens település Franciaországban, Gironde megyében. Lakosainak száma 1331 fő (2022. január 1.). Saint-Sulpice-de-Faleyrens Grézillac, Branne, Cabara, Moulon, Saint-Émilion hegyközség és Vignonet községekkel határos.

## Népesség
A település népessége az elmúlt években az alábbi módon változott:
| Lakosok száma | 1219 | 1625 | 1613 | 1517 | 1444 | 1410 | 1348 | 1316 | 1304 | 1331 |
|               | 1968 | 1982 | 1990 | 2006 | 2013 | 2015 | 2017 | 2019 | 2020 | 2022 |